# Laparotomia
Una laparotomia és un procediment de cirurgia que implica una gran incisió a través de la paret de l'abdomen per accedir a la cavitat abdominal. Depenent del lloc de la incisió, la laparotomia pot donar accés a qualsevol òrgan o espai abdominal, i és el primer pas de qualsevol procediment quirúrgic diagnòstic o terapèutic important d'aquests òrgans, que inclouen: Part inferior del tracte digestiu (estómac, duodè, jejú, ili i còlon) i apèndix; fetge, vesícula biliar, vies biliars, pàncrees i melsa; bufeta urinària; Òrgans reproductors femenins (úter, ovaris); Retroperitoneu (ronyons, aorta, ganglis limfàtics abdominals).
Alguns problemes de l'interior de l'abdomen es poden diagnosticar amb exàmens no invasius, com la radiografia o la tomografia axial computada, però molts requereixen cirurgia per "explorar" l'abdomen i obtenir un diagnòstic precís.
Mentre el pacient es troba sota anestèsia general, el cirurgià realitza una incisió a l'abdomen i examina els òrgans abdominals. La mida i localització de la incisió depèn de la situació clínica. Es poden tractar a les àrees afectades i prendre mostres de teixit (biòpsia).

## Tipus d'incisions

### Mediana

Incisions del coll, el pit i l'abdomen.
Clau de la següent manera:
A. Incisió de la caròtida
B. Incisió de tiroidectomia
C. Incisió de traqueotomia
D. Incisió subclavicular
E. Esternotomia
F. Incisió infraareolar (a qualsevol costat)
G. Incisió inframamària (a qualsevol costat)
H. Incisió de closca
I. Incisió de Kocher / subcostal
J. Incisió del Mercedes Benz
K. Incisió paramediana (a qualsevol costat)
L. Incisió de Chevron
M. Epigàstrica / incisió de la línia mitjana superior
O. Incisió de McBurney (només costat dret - per a apendicectomia)
P. Incisió de Rockey-Davis / Lanz (només costat dret - per a apendicectomia)
Q. Incisió supraumbilical
R. Incisió infraumbilical
S. Incisió pararectal
T. Incisió de Maylard
U. Incisió de Pfannenstiel / Kerr / incisió púbica
V. Incisió de Gibson (a qualsevol costat, però convencionalment a l'esquerra)
W. Incisió de la línia mitjana
X. Incisió inguinal
Y. Incisió femoral
Z. Incisió de Turner-Warwick

Incisions utilitzades per a la cesària
Is: Incisió supraumbilical
Im: Incisió mitjana
IM: incisió de Maylard
IP: Incisió de Pfannenstiel

- La incisió mitjana superior o incisió supraumbilical s'estén des de l'apòfisi xifoide fins al melic.
- La incisió mitjana inferior o incisió infraumbilical s'estén des del melic fins a la símfisi del pubis.
- De vegades una sola incisió que s'estén des de l'apòfisi xifoide a la símfisi del pubis i s'empra, sobretot en la cirurgia de grans traumatismes.

La laparotomia mediana és particularment recomanable per la laparotomia diagnòstica, ja que permeten un ampli accés a la cavitat abdominal.

### Altres
- La incisió de Kocher (subcostal dreta); apropiada per a determinades operacions en el fetge, la vesícula biliar i les vies biliars.[1][2] Aquest comparteix nom amb la incisió de Kocher utilitzada per a la cirurgia de la glàndula tiroide.
- La incisió de McBurney, la incisió de Davis o Rockeye-Davis, en el quadrant inferior dret per l'apendicectomia.
- La incisió de Pfannenstiel, una incisió transversal per sota del melic i per sobre de la símfisi del pubis.[3][4] En la clàssica incisió de Pfannenstiel, la pell i del teixit subcutani són seccionats transversalment, però la línia alba s'obre verticalment. És la incisió d'elecció per la cesària i la histerectomia abdominal per malaltia benigna. Una variació d'aquesta incisió és la incisió de Maylard en què els músculs rectes abdominals se seccionen transversalment per permetre un accés més ampli a la pelvis.[5]
- L'abordatge per lumbotomia consisteix en una incisió lumbar que permet l'accés als ronyons (que són retroperitoneals) sense entrar en la cavitat peritoneal. Normalment s'utilitza només per a lesions benignes renals. També s'ha proposat per a la cirurgia del tracte urològic superior.[6]

Incisions quirúrgiques de la paret abdominal anterior:
- Supra umbilical.
- Pararectal superior dreta i esquerra.
- Subcostal.
- Infra umbilical.
- Pararectal inferior dreta i esquerra.
- Mac Burney.
- Pfannenstiel.

## Indicacions
Les malalties que es poden descobrir per una laparotomia exploratòria són, entre altres:
- Inflamació de l'apèndix (apendicitis aguda).
- Inflamació del pàncrees (pancreatitis aguda o crònica).
- Abscessos (retroperitoneal, abdominal, pelvià).
- Presència de teixit uterí (endometri) en l'abdomen (endometriosi).
- Inflamació de les trompes de Fal·lopi (salpingitis).
- Tractament de la perforació esofàgica després ingestió de càustics.
- Teixit cicatricial en l'abdomen (adherències).
- Càncer (d'ovari, còlon, pàncrees, fetge).
- Inflamació d'un sac intestinal (diverticulitis).
- Orifici en l'intestí (perforació intestinal).
- Embaràs en l'abdomen en comptes de l'úter (embaràs ectòpic).
- Colecistitis (inflamació de la vesícula biliar).

Aquesta cirurgia també es pot utilitzar per determinar l'extensió d'alguns càncers (limfoma de Hodgkin).
Quan el tractament està complet es tanca la incisió.